# VdB 140
vdB 140 è una debole nebulosa diffusa, visibile nella costellazione di Cefeo.
Si osserva circa 4° ad ovest della stella μ Cephei, la celebre Stella Granata di Herschel; si tratta di una tenue nebulosa a riflessione molto rarefatta, illuminata dalla vicina stella V421 Cep, una gigante blu di sesta magnitudine distante circa 2500 anni luce. Può essere scorta quasi esclusivamente attraverso delle foto ad infrarossi, mentre l'osservazione diretta risulta piuttosto difficoltosa. La nube appare attraversata da una banda scura o non illuminata, che la divide in due sezioni diseguali: la più grande quasi si sovrappone alla stella, mentre la seconda parte, verso est, è molto più sottile.